# Tom Conway
Tom Conway (ur. 15 września 1904, zm. 22 kwietnia 1967) – brytyjski aktor filmowy i telewizyjny pochodzenia rosyjskiego.

## Filmografia

### Seriale
- 1951: Mark Saber jako Inspektor Mark Saber
- 1955: Cheyenne jako George Willis
- 1959: Rawhide jako Sinclair Winnington
- 1961: The Dick Powell Show jako Byron Davies

### Filmy
- 1940: The Great Meddler jako Henry Bergh
- 1942: Rio Rita jako Maurice Craindall
- 1945: The Falcon in San Francisco jako Tom Lawrence
- 1954: Niezłomny wiking jako Sir Kay
- 1959: Atomowa łódź podwodna jako Sir lan Hunt
- 1964: Pięciu mężów pani Lizy jako Lord Kensington

## Życie osobiste
Jego bratem był aktor George Sanders.

## Wyróżnienia
Posiada swoją gwiazdę na Hollywoodzkiej Alei Gwiazd.